# Guillatún

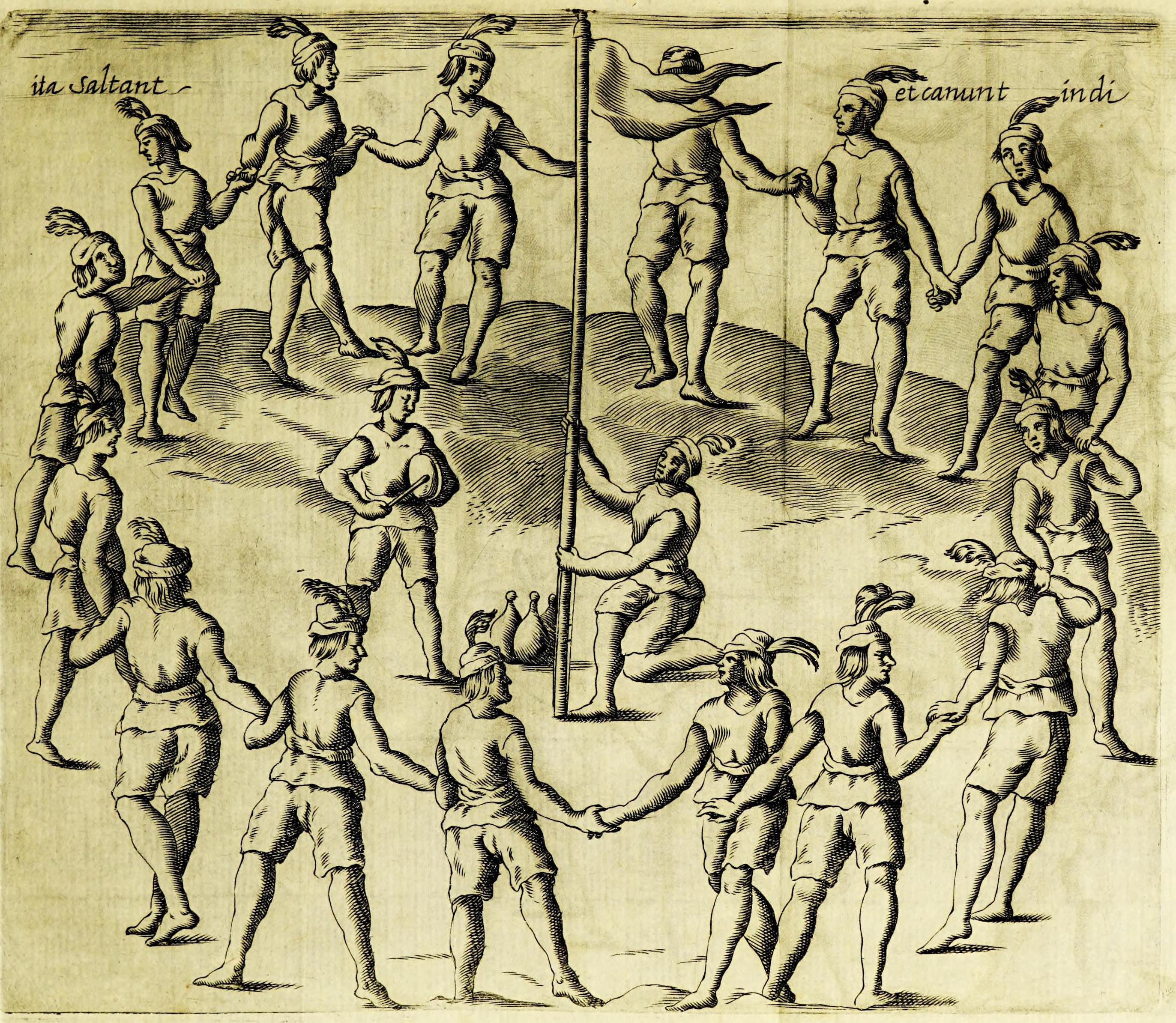
Un guillatún en Histórica relación del Reyno de Chile (1646).

El guillatún (del idioma mapuche: ngillatun, ‘acto de compra o petición’) es una antigua ceremonia religiosa mapuche.
Este rito funciona como conexión con el mundo espiritual para pedir por el bienestar, fortalecer la unión de la comunidad o agradecer los beneficios recibidos. En algunas zonas o bajo ciertas circunstancias tiene características particulares y recibe el nombre de lepún o camaricún. Una traducción aproximada que se usa frecuentemente para esta ceremonia es rogativa.
Los guillatunes tienen lugar en un lepün o ngillatuwe, lugar especialmente dispuesto para este fin, que cuenta con una ramada fabricada por los mismos participantes, en la cual el rehue se ubica en su centro rodeado por los demás miembros de la comunidad, y, generalmente, hay otro secundario (llangi-llangi). Estos están compuestos de vegetales, como araucarias, lleuques, perales y manzanos, laurel, maqui y canelo, dependiendo de la zona. Se adornan con banderas que pueden ser amarillas, azules, blancas o negras. Durante el transcurso de la ceremonia, se realizan bailes y oraciones en las que los participantes piden por el clima, las cosechas, la salud y la abundancia, además del sacrificio de un animal, generalmente un cordero.
El rito es encabezado por el ngenpin ("el dueño de la palabra", orador), ngillatufe o ngendungu. Sin embargo, en ciertas comunidades estas funciones las asume la machi (persona dedicada a la sanación) si por algún motivo las autoridades tradicionales no lo realizan.
El guillatún es realizado para pedir por el clima, las siembras, las cosechas, para que no haya enfermedades, para la abundancia de alimentos, por la fortaleza y vitalidad espiritual. Cada comunidad realiza el guillatún con periodicidad, que suele ser al menos una vez al año, y puede ser que entes sobrenaturales, a través de pewma (sueños) y perimontun (visiones), indiquen la necesidad de realizar el rito.
Un guillatún dura como mínimo dos días y un máximo de cuatro. Los rituales pueden ser repetidos y los sacrificios de animales y ofrendas son muy importantes, ya que pueden establecer un vínculo con los espíritus.